# Confessions Tour
Confessions Tour va ser la setena gira de concerts de la cantant i compositora nord-americana Madonna, llançada en suport del seu desè àlbum d'estudi, Confessions on a Dance Floor (2005). La gira va començar a Inglewood el 21 de maig de 2006 i va acabar a Tòquio el 21 de setembre, visitant Amèrica del Nord i Euràsia. Igual que les anteriors gires de la cantant, es va dividir en diferents actes temàtics: Hípica, Beduïns, Never Mind the Bollocks i Disco. En general, va rebre crítiques positives, encara que la interpretació de Madonna del seu senzill de 1986 "Live to Tell", en què apareixia penjada en una creu gegant de miralls amb una corona d'espines, va ser rebuda amb una forta reacció negativa per part de grups religiosos; l'actuació a l'Estadi Olímpic de Roma va ser condemnada com a acte d'hostilitat cap a l'Església Catòlica Romana pels líders religiosos. Madonna va respondre dient que la seva intenció principal amb l'actuació era cridar l'atenció sobre els milions de nens que moren a l'Àfrica.
Tot i la polèmica, la gira va ser un èxit comercial; les entrades es van esgotar ràpidament així que es van anunciar les dates, cosa que va portar els organitzadors a afegir més. Amb una recaptació de més de 194,7 milions de dòlars (261,71 milions en dòlars de 2021) en 60 espectacles amb 1,2 milions d'espectadors, Confessions va superar Living Proof: The Farewell Tour (2002-2005) de Cher, com la gira més taquillera d'una artista femenina. Va ser guardonada amb el premi a la producció escènica més creativa als Pollstar Concert Industry Awards, així com amb el Top Boxscore dels Billboard Touring Conference and Awards. A més, va ser reconeguda com la gira musical de més recaptació per concert a l'edició de 2007 del Guinness World Records. Els concerts del mes d'agost al Wembley Arena de Londres es van filmar professionalment i es van emetre com un especial en directe a la NBC titulat Madonna: The Confessions Tour Live; posteriorment, es va editar com a àlbum en directe i en DVD amb el títol The Confessions Tour.

## Llista de cançons
| Madonna |
| --- |
| 1. "Future Lovers"/"I Feel Love" 2. "Get Together" 3. "Like a Virgin" 4. "Jump" 5. "Confessions" (Interludi) (conté elements de "Live to Tell") 6. "Live to Tell" 7. "Forbidden Love" 8. "Isaac" 9. "Sorry (Pet Shop Boys Remix)" 10. "Like It or Not" 11. "Sorry" (Remix Video Interludi) 12. "I Love New York" 13. "Ray of Light" 14. "Let It Will Be" (Paper Faces Remix) 15. "Drowned World/Substitute for Love" 16. "Paradise (Not for Me)" 17. "The Duke Mixes the Hits" (Video Interludi) (conté elements de "Borderline", "Erotica", "Dress You Up", "Holiday" i "Disco Inferno") 18. "Music Inferno" (conté elements de "Disco Inferno" i "Where's the Party") 19. "Erotica" (versió remezclada sobre la base de 1.992 demo inèdita, coneguda com "You Thrill Me") 20. "La Isla Bonita" 21. "Lucky Star" (conté elements de "Hung Up") 22. "Hung Up" (conté elements de "Gimme! Gimme! Gimme! (A Man After Midnight)") |